# Heston
Heston is een wijk in het Londense bestuurlijke gebied Hounslow, in de regio Groot-Londen.

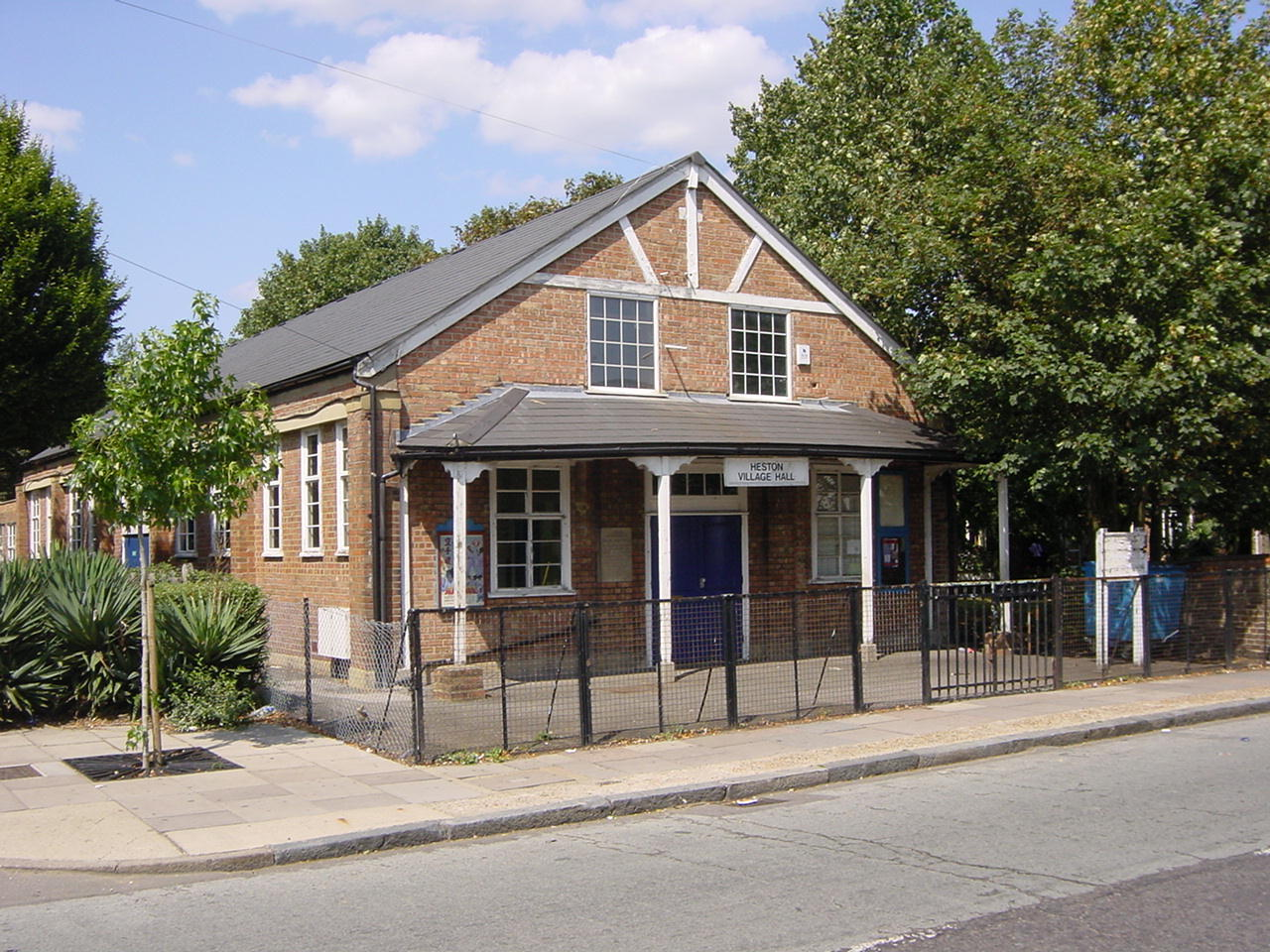
Village Hall
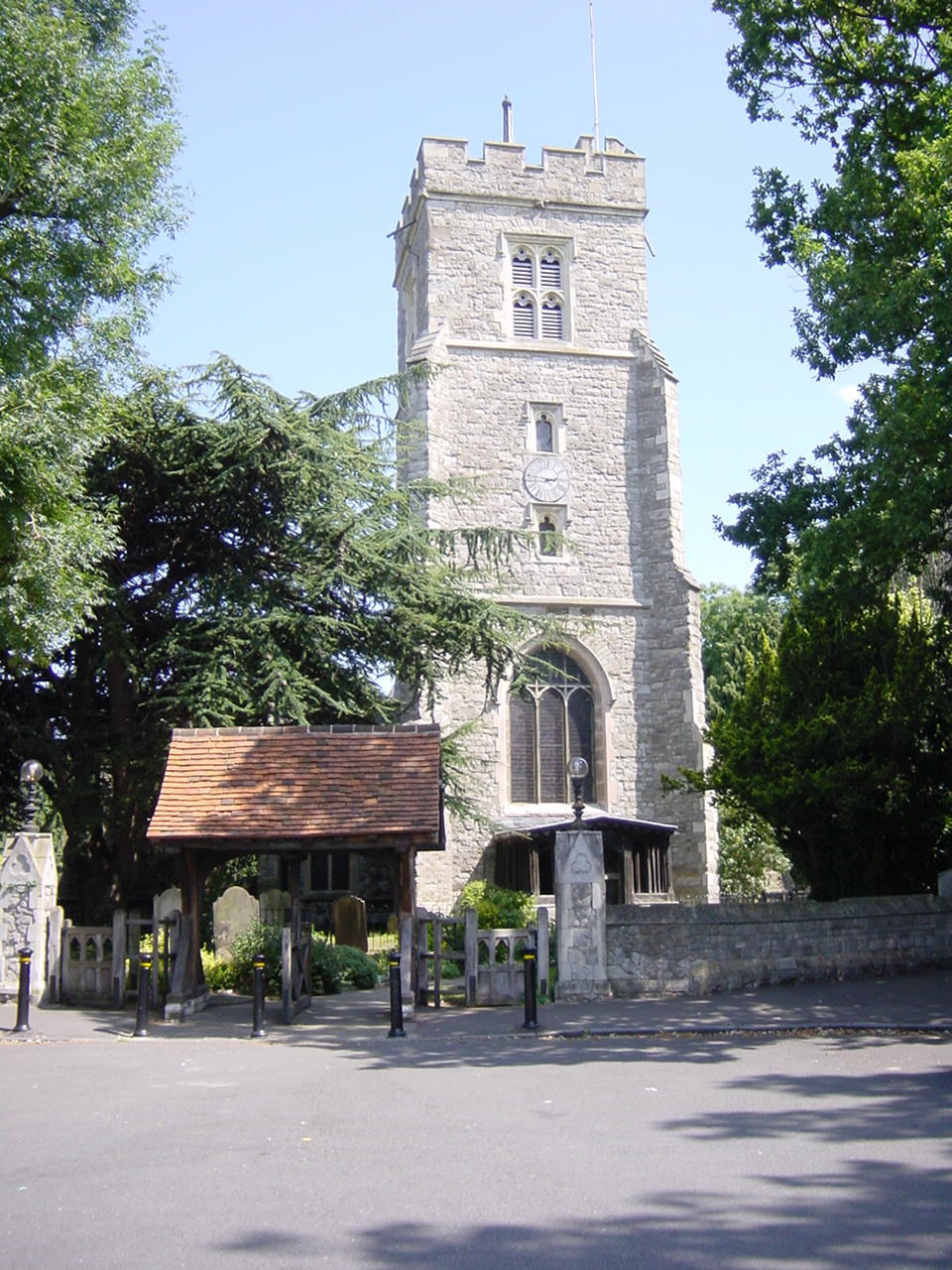
Kerk van Heston

## Geboren
- Jimmy Page (1944), gitarist